# 청송 홍원리 개오동나무
청송 홍원리 개오동나무(靑松 紅源里 개오동나무)는 대한민국 경상북도 청송군 부남면 홍원리에 있는 개오동나무이다. 1998년 12월 23일 대한민국의 천연기념물 제401호로 지정되었다.

## 개요
개오동나무는 정원수로 많이 심어지고, 잎은 넓은 달걀꼴이며 여름에 연한 노란색으로 꽃이 핀다. 열매는 속이 여러 칸으로 나뉘고 각 칸마다 많은 씨가 들어 있으며, 10월에 익는다.
청송 홍원리 개오동나무는 홍원리 마을 입구 도로변에서 자라고 있으며 3그루로 이루어져 있다. 나무의 나이는 약 300년으로 추정하며, 3그루 중 가장 큰 것의 높이는 10.6m, 둘레가 3.88m이다. 3그루 중 가장 오래된 나무인 가운데 나무는 밑부분에서 줄기가 두 개로 갈라지고, 이 나무로부터 1.5m 정도 떨어져 있는 다른 나무는 한 줄기로 되어 있다.
특별히 전하는 전설은 없으나 마을에서는 오래전부터 마을을 지켜주고 보호해주는 나무로 여겨 매년 정월 대보름에 마을의 안녕과 풍년을 기원하는 제사를 지낸다.
청송 홍원리 개오동나무는 보기 드물게 크고 오래된 나무로 생물학적 가치가 클 뿐만 아니라, 마을을 보호해주는 당산나무로서 민속적 자료로서의 가치도 있어 천연기념물로 지정·보호하고 있다.

## 같이 보기
- 개오동나무

## 참고 자료
- 청송 홍원리 개오동나무 - 국가유산청 국가유산포털